# Charles Vidor
Charles Vidor (Budapeste, 27 de julho de 1900 — Viena, 4 de julho de 1959) foi um cineasta húngaro.
Vidor morreu em Viena, durante as filmagens de Song Without End; George Cukor assumiu a direção do restante do filme, mas não foi creditado.